# Шенк, Питер (старший)
Питер Шенк-старший (нид. Pieter Schenck (I); 1660, Эльберфельд ― 1711, Лейпциг) ― немецкий картограф,  гравер и издатель. Отец Питера Шенка — младшего.

## Биография
Петер Шенк родился в декабре 1660 в Элберфельде (Elberfeld), в западной части Священной Римской империи (Республика Соединённых провинций), в настоящее время округ немецкого города Вупперталь .  26 декабря того же года он был крещен. В 15 лет, в 1675 году переехал в Амстердам, в котором учился гравировальной технике меццо-тинто  и офорта у голландского гравера, издателя и картографа Герард Валк, который позже стал его деловым партнером и родственником. Он знакомится с сестрой своего учителя Агатой Валк и 2 ноября 1687 года женится на ней. Это дает ему возможность стать гражданином ('poorter') Амстердама.
С 1688 года он полноценный гражданин Амстердама ― мастер граверного дела. Он проживал в амстердамском квартале Йордан, затем переехал на центральную площадь Дам. Питер Шенк имел четверых детей: трех сыновей Яна, Леонарда и Питера, выбравших как и отец профессию гравера и дочь Марию, впоследствии вышедшую замуж в 1710 году за сына  Герард Валка Леонардуса.
Свою творческую карьеру Питер Шенк начал в Амстердаме, работая гравером в технике меццо-тинто и офорта. В 1694 году он пробует себя в качестве арт-дилера. Питер совместно с Валком выкупили для последующей продажи коллекцию гравюр у родственников известного картографа  Яна Янсона. Были куплены и другие коллекции гравюр, к которым были добавлены и собственные работы Питера Шенка и Валка. Все эти работы были доставлены в Лондон и были успешно проданы. Развивая свое дело, Питер Шенк в 1700 году переезжает в Лейпциг. Заработанные деньги были потрачены на открытие магазина, специализирующегося на продаже географических карт, а также предметов искусства. Отныне и на протяжении всего времени проживания в Лейпциге он становится постоянным участником торговых ярмарок в Лейпциге. Он продолжает поддерживать связь с Нидерландами, часто приезжая туда, по пути посещая  германские города, в которых получает заказы на работу.

## Наследие
Большая часть наследия Питера Шенка — гравюры, часть из которых впоследствии были опубликованы в цвете.
За исключением несколько портретов, большинство из его гравюр являются воспроизведением картин других художников. Почти 800 из в общей сложности 986 гравюр, приписываемых Питеру Шенку выполнены в стиле меццо-тинто, другая часть работ, опубликованных под его именем, являются офортами.
Заслужив своим творчеством авторитет и признание, он начинает получать заказы на выполнение портретов известных людей Нидерландов, в т.ч. Вильгельма III Оранского и его жены Марии. Им выполнены портреты бургомистров Амстердама (Coenraad van Beuningen, Johannes Hudde, Nicolaas Witsen). Среди его работ и несколько жанровых картин, включая библейские сцены.
В период проживания в Германии он получил должность придворного художника в Дрездене, создавая рисунки и гравюры с изображением видов Саксонии и портреты местной знати.
Он издал многочисленные карты Саксонии, включая панорамы городов.
Другая важная составляющая творческого наследия Питера Шенка — обширное картографическое наследие, среди которого карты европейских государств и планы городов, в том числе и карта Московии)
Среди опубликованных им атласов — как перепечатки из пластин, купленных у других картографов, так и собственных картографических работ. К числу наиболее популярных изданий Питера Шенка: Celestial Atlas Harmonia Macrocosmica di Андреаса Целлариуса (1708), издание атласа «Atlas Novus» Яна Янсона
Семья Питера Шенка вместе со своими партнерами, были среди самых известных и самых плодовитых издателей Амстердама в конце XVII  и  начале XVIII веков.
Он умер в 1711 году в Лейпциге, по другим сведениям в 1713 году в Амстердаме  или в 1718-1719 годах.  После смерти его дело перешло к сыновьям, среди которых выделялся Питер Шенк — младший.
Большинство работ картографа хранится в различных фондах Амстердама. Так же коллекции работ Питера Шенка хранятся в США, Австралии, Нидерландах, Германии, других европейских странах. В России работы Питера Шенка хранятся в Санкт-Петербурге (в частности, в архивах Русского географического общества).

## След в Петербурге
В 2013 году в Петербурге в процессе расстановки фондов Русского географического общества была обнаружена не атрибутированная ранее серия настенных карт. Как выяснилось авторство затерянных на полтора века старинных карт, принадлежит Питеру Шенку. Среди находок 4 карты европейского континентов 1700 года и карта мира 1699 года. Ценные раритеты длительное время находились в архивах Русского географического общества.
По мнению Паулу ван Гестель из университета Амстердама "обнаружены вновь открытые карты Шенка. Мы о них ничего не знали. Они намного больше известных экземпляров, обрамлены гравюрами по всем краям, титульная полоса очень широкая. До сих пор было известно о существовании только одного набора карт Шенка, — утверждает научный сотрудник кафедры истории картографии Университета Амстердама Паула ван Гестель ван Хет Шип. — Там тоже и мир, и континенты, но меньших размеров, и всего на двух листах. В данном случае можно смело говорить об исторической находке и даже открытии".
В самом Русском географическом обществе полагают, что обнаруженные карты Петера Шенка были здесь с момента основания общества в 1845 году.
Найденные карты Шенка посвящены саксонскому правителю Иоганну Георгу. Это может объяснить то, как карты оказались в России. Преемник этого монарха, Август Сильный, состоял в дружественном союзе с Петром Великим, а тот увлекался и картографией и всем голландским. Когда и как именно карты Шенка попали в Россию, вероятно, останется загадкой.